# Clinchport
Clinchport – miasto w Stanach Zjednoczonych, w stanie Wirginia, w hrabstwie Scott.